# 趙醒儂
趙醒儂（1899年—1926年9月16日），原名性和，又名赵平、心农、兴隆、赵干等，江西南丰县人。中國共產黨江西支部的主要创始人。
他13岁考入南丰高等小学，因家贫輟学，到长沙、上海等地当学徒。1921年在江苏省立第二师范附设职业补习学校学习时加入中国社会主义青年团，不久转为中共党员。1922年秋受中共派遣回赣工作，和方志敏、袁玉冰等人进行马列主义宣传活动。1923年1月组建中国社会主义青年团南昌地方团，任执行委员会委员长。1924年2月建立中共江西支部，任支部干事会书记。1925年7月主持召开了国民党江西省第一次代表大会，他当选为常委、组织部长。1926年3月创办黎明中学，培养干部。同年8月被捕，9月16日在南昌被殺。